# Matej Sabanov
Matej Sabanov (* 25. Juni 1992 in Subotica, Serbien) ist ein serbisch-kroatischer Tennisspieler, der seit 2021 für sein Geburtsland Serbien antritt.

## Karriere
Sabanov spielt seit 2011 regelmäßiger Profiturniere, dabei hauptsächlich in der Nähe seines Heimatlandes in Südosteuropa auf der drittklassigen ITF Future Tour. Erfolge verbucht er dabei hauptsächlich im Doppel. Seinen ersten von insgesamt 20 Future-Titeln im Doppel gewann er 2012 in seinem Geburtsland Serbien. Sein einziger Titel im Einzel gelang ihm 2014. In diesem Jahr erreichte er mit Rang 640 auch seine Einzel-Höchstposition. Seine Premiere auf der höher dotierten ATP Challenger Tour feierte er 2015 in Cortina d’Ampezzo, wo er im Doppel sogleich bis ins Halbfinale vordrang. Sein Zwillingsbruder Ivan spielte wie bei fast allen Turnieren als Doppelpartner an seiner Seite. Nach einigen weiteren Halbfinals, erreichte die Paarung Ende 2017 in Bangalore ihr erstes Challenger-Finale. Das Jahr beendete Sabanov auf Platz 204 der Weltrangliste, wenig später knackte er erstmals die Top 200.
Mitte 2018 bekamen die Zwillingsbrüder von der Turnierleitung des Turniers in Umag eine Wildcard für das Doppelfeld. Hier verloren sie 4:6, 7:5, [8:10] gegen Roman Jebavý und Jiří Veselý. Ein Jahr später gewannen sie in San Benedetto ihren ersten Challenger-Titel.

## Erfolge
| Legende (Anzahl der Titel) |
| -------------------------- |
| Grand Slam                 |
| ATP Tour Finals            |
| ATP Tour Masters 1000      |
| ATP Tour 500               |
| ATP Tour 250 (1)           |
| ATP Challenger Tour (6)    |

| ATP-Titel nach Belag |
| -------------------- |
| Hartplatz (0)        |
| Sand (1)             |
| Rasen (0)            |

### Doppel

#### Turniersiege

##### ATP Tour
| Nr. | Datum          | Turnier | Belag | Partner      | Finalgegner                 | Ergebnis  |
| --- | -------------- | ------- | ----- | ------------ | --------------------------- | --------- |
| 1.  | 24. April 2021 | Belgrad | Sand  | Ivan Sabanov | Ariel Behar Gonzalo Escobar | 6:3, 7:65 |

##### ATP Challenger Tour
| Nr. | Datum              | Turnier       | Belag         | Partner       | Finalgegner                            | Ergebnis          |
| --- | ------------------ | ------------- | ------------- | ------------- | -------------------------------------- | ----------------- |
| 1.  | 20. Juli 2019      | San Benedetto | Sand          | Ivan Sabanov  | Sergio Galdós Juan Pablo Varillas      | 6:4, 4:6, [10:5]  |
| 2.  | 21. August 2021    | Lüdenscheid   | Sand          | Ivan Sabanov  | Denys Moltschanow Alexander Nedowessow | 6:4, 2:6, [12:10] |
| 3.  | 25. September 2022 | Sibiu         | Sand          | Ivan Sabanov  | Alexander Erler Lucas Miedler          | 3:6, 7:5, [10:4]  |
| 4.  | 4. März 2023       | Waco          | Hartplatz     | Ivan Sabanov  | Evan King Mitchell Krueger             | 6:1, 3:6, [12:10] |
| 5.  | 17. August 2024    | Todi          | Sand          | Ivan Sabanov  | Filip Bergevi Mick Veldheer            | 6:4, 7:63         |
| 6.  | 18. Januar 2025    | Oeiras        | Hartplatz (i) | Mili Poljičak | Íñigo Cervantes Mick Veldheer          | 6:0, 6:1          |

#### Finalteilnahmen
| Nr. | Datum         | Turnier | Belag | Partner      | Finalgegner               | Ergebnis |
| --- | ------------- | ------- | ----- | ------------ | ------------------------- | -------- |
| 1.  | 9. April 2022 | Houston | Sand  | Ivan Sabanov | Matthew Ebden Max Purcell | 3:6, 3:6 |